# Слов'яносербка
Слов'яносе́рбка (у минулому — Слов'яно-Сербка) — село в Україні, у Великоплосківській сільській громаді Роздільнянського району Одеської області. Населення становить 725 осіб. Відстань до райцентру становить понад 32 км і проходить автошляхом Т 1615.
Неподалік від села розташований пункт пропуску через молдавсько-український кордон Слов'яносербка—Ближній Хутір.
До 17 липня 2020 року було підпорядковане Великомихайлівському району, який був ліквідований.

## Історія
В 1924—1940 рр. Слов'яно-Сербка входила до складу Тираспольського району (з 1935 року — Григоріопольского району) Молдавської Автономної Радянської Соціалістичної Республіки (Українська РСР). З 1940 року у складі Гросулівського району Одеської області.

## Населення
Згідно з переписом 1989 року населення села становило 715 осіб, з яких 303 чоловіки та 412 жінок.
За переписом населення 2001 року в селі мешкало 735 осіб.

### Мова
Розподіл населення за рідною мовою за даними перепису 2001 року:
| Мова       | Відсоток |
| ---------- | -------- |
| українська | 88 %     |
| російська  | 10,48 %  |
| молдовська | 0,55 %   |
| білоруська | 0,41 %   |
| болгарська | 0,41 %   |
| вірменська | 0,14 %   |

## Відомі люди
- Осадчий Семен Кузьмич (1904—1936 рр.) — радянський танкіст. Першим у світі здійснив танковий таран. Герой Радянського Союзу.